# Onttakelen
Onttakelen is de term die in de scheepvaart wordt gebruikt wanneer een schip geheel ontdaan wordt van alle tuigage, dus in elk geval de zeilen, touwen en katrollen en het want.
Een schip wordt onttakeld zodat het nagekeken en hersteld kan worden, of als het opgelegd of sloopklaar gemaakt wordt. Na een lange reis was het onttakelen een wettelijke taak van de bemanning die voor die reis aangemonsterd had, als de schipper dat wenste.
Het woord verwijst naar takelage, een term die voor het tuigage gebruikt wordt, maar in ruimere zin alle gerei kan omvatten dat tot een (zeil)schip behoort en nodig is om het vaarklaar te houden, zoals ook de ankers.
Bij windmolens heeft term een vergelijkbare betekenis: zeilen en roeden worden verwijderd, hetzij voor onderhoud, hetzij voor de overgang van windkracht naar motorisch aangedreven werktuigen. Als dan ook de kap en eventueel nog meer van de bovenbouw verwijderd wordt, spreekt men van een molenromp of molenstomp.
In ruime zin wordt de term ook gebruikt voor iets dat ontdaan is van werkende delen en daardoor niet kan functioneren.